# Katia Zanotti
Katia Zanotti (Bologna, 1º aprile 1952) è una politica italiana.

## Biografia
Da giovane, mentre è impiegata alla Provincia di Bologna, si è laurea in Lettere e Filosofia.
Poi è una dirigente del Partito Comunista Italiano (PCI), del Partito Democratico della Sinistra e dei Democratici di Sinistra.
Alle elezioni regionali in Emilia-Romagna del 1990 è stata eletta al consiglio regionale dell'Emilia-Romagna, nelle file del PCI, e ha ricoperto il ruolo di vicepresidente della giunta regionale dal 1995 al 2000.
Alle elezioni politiche del 2001 è stata per la prima volta eletta alla Camera dei deputati, nel collegio proporzionale della sua regione. Nella XIV legislatura della Repubblica è stata membro della 12ª Commissione Affari sociali, della Commissione bicamerale di Indagine sui fatti del G8 di Genova e della Commissione parlamentare d'inchiesta sull'affare Telekom-Serbia. In quegli anni è Coordinatrice regionale delle Donne DS,  componente della direzione nazionale e della direzione regionale emiliana dei Democratici di Sinistra.
Alle elezioni politiche del 2006 viene ricandidata alla Camera, tra le liste de L'Ulivo (lista elettorale che univa i DS con La Margherita di Francesco Rutelli) nella circoscrizione Emilia-Romagna, venendo eletta per la seconda volta deputata. Nel corso della XV legislatura è componente (di nuovo) e capogruppo nella 12ª Commissione Affari sociali.
A maggio 2007, allo scioglimento dei DS per lasciare spazio al Partito Democratico, non partecipa alla sua fondazione, aderendo alla scissione di Sinistra Democratica (SD) di Fabio Mussi e Cesare Salvi e al relativo gruppo parlamentare.